# بات ليهي (لاعب هوكي الجليد)
بات ليهي (بالإنجليزية: Pat Leahy)‏ هو لاعب هوكي الجليد أمريكي، ولد في 9 يونيو 1979 في Brighton, Boston ‏ في الولايات المتحدة.

## وصلات خارجية
- بات ليهي على موقع دوري الهوكي الوطني (الإنجليزية)
- بات ليهي على موقع قاعة مشاهير الهوكي (لاعب أن.إتش.أل) (الإنجليزية)
- بات ليهي على موقع EliteProspects.com (الإنجليزية)
- بات ليهي على موقع Eurohockey.com (الإنجليزية)
- بات ليهي على موقع HockeyDB.com (الإنجليزية)
- بات ليهي على موقع Hockey-Reference.com (الإنجليزية)